# Concelho das Ilhas

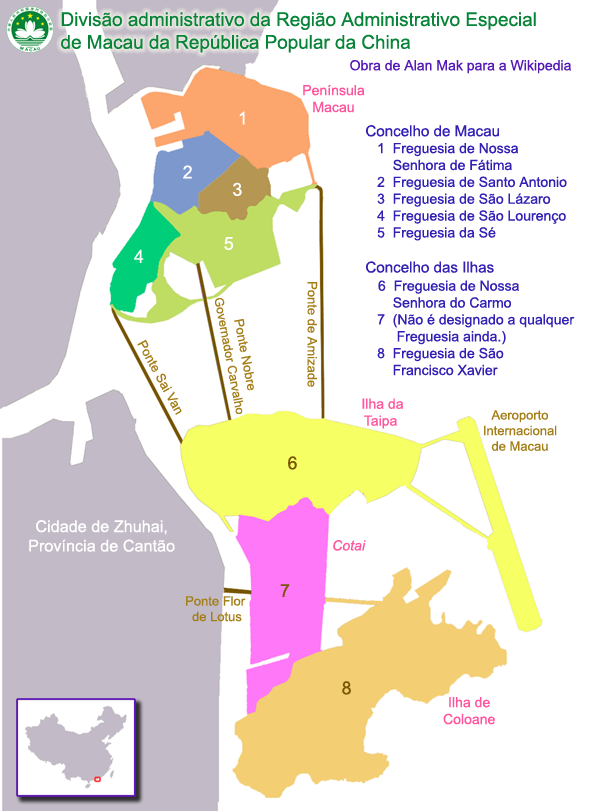
Actuais freguesias de Macau. As freguesias correspondentes aos números 6 e 8 são correspondentes ao antigo Concelho das Ilhas. A freguesia número 7 não existia, pois é Cotai.

O Concelho das Ilhas era, juntamente com o Concelho de Macau, um dos dois concelhos existentes em Macau até a cessação da administração portuguesa à República Popular da China, em 1999. Esta divisão administrativa abrangia as ilhas da Taipa e Coloane e era administrada por uma Câmara Municipal e supervisionada por uma Assembleia Municipal. Foi criado em 1928, através do Diploma Legislativo nº44, após a extinção do Comando Militar da Taipa e Coloane.
Este concelho estava dividido em 2 freguesias:
- Freguesia de Nossa Senhora do Carmo (abrange toda a ilha de Taipa);
- Freguesia de São Francisco Xavier (abrange toda a ilha de Coloane).

Com a abolição do Concelho das Ilhas pelo novo Governo da RAEM, após a transferência de soberania de Macau para a República Popular da China (1999), este município foi temporariamente substituído pelo "Município das Ilhas Provisório". A sua câmara municipal e a sua assembleia municipal foram reorganizadas e tomaram, respectivamente, o nome de "Câmara Municipal das Ilhas Provisória" e de "Assembleia Municipal das Ilhas Provisória". Mas, em 31 de Dezembro de 2001, este município provisório e os seus respectivos órgãos municipais provisórios foram finalmente abolidos, dando lugar a um novo órgão administrativo, o Instituto para os Assuntos Cívicos e Municipais (IACM). O IACM está subordinado à Secretaria da Administração e Justiça.